# 蚂蝗七
蚂蝗七（学名：Chirita fimbrisepala），为苦苣苔科唇柱苣苔属下的一个植物变种。